# Miu Lê
Lê Ánh Nhật (sinh ngày 5 tháng 7 năm 1991), thường được biết đến với nghệ danh Miu Lê, là một nữ ca sĩ kiêm diễn viên người Việt Nam.

## Tiểu sử và sự nghiệp
Miu Lê có tên khai sinh là Lê Ánh Nhật, sinh ngày 5 tháng 7 năm 1991 tại thành phố Hồ Chí Minh trong một gia đình Công giáo, quê gốc ở thành phố Huế. Cô từng học tại Trường Trung học phổ thông Võ Thị Sáu, Thành phố Hồ Chí Minh.

### 2009 – 2010: Bén duyên với điện ảnh và chuyển hướng sang ca hát
Miu Lê chia sẻ rằng mẹ của cô bắt cô đi học lớp người mẫu để giảm cân và sửa dáng cho đẹp hơn. Tại lớp học này, Miu Lê được đạo diễn Lê Hoàng chọn để tham gia phim Thủ tướng nhưng tiếc là bộ phim không được công chiếu. Sau đó, cô tiếp tục hợp tác với đạo diễn Lê Hoàng trong phim Những thiên thần áo trắng, và đó là lần đầu tiên cô xuất hiện trước công chúng.
Sau một thời gian, cô chuyển hướng sang ca hát dưới sự quản lý của công ty NewGen Entertainment (cũng là công ty quản lý Khổng Tú Quỳnh) với nghệ danh Miu Lê được ghép từ vai diễn July Miu và họ của cô. Sau đó Miu Lê ra mắt những ca khúc như Không gian vắng, Riêng mình em,... nhưng lúc này cô vẫn chưa gây ấn tượng nhiều với khán giả.

### 2011 – 2013: Thay đổi và được đón nhận
Năm 2011, Miu Lê tham gia bốn bộ phim là Thiên sứ 99, Oan gia đại chiến, Gia đình dấu yêu và Tối nay, 8 giờ!.
Cuối năm 2011, Miu Lê chính thức tách ra khỏi công ty NewGen và gia nhập công ty khác là Avatar Entertainment. Miu Lê thay đổi phong cách khác hoàn toàn so với trước kia, cô cho ra mắt single Ngày anh xa và ca khúc Em nhớ anh trong single này khá thành công khi đứng đầu nhiều bảng xếp hạng như Zing, Yan,... Những sản phẩm tiếp theo của cô cũng nằm trong các bảng xếp hạng âm nhạc.
Năm 2012, Miu Lê lồng tiếng phim Kỷ băng hà 4 với nghệ sĩ Chí Tài, sau dự án này cô tham gia chương trình thực tế 12 Cá Tính lên đường xuyên Việt với những trải nghiệm thú vị.
Năm 2013, Miu Lê ra mắt bộ ba MV Lặng thầm yêu, Giả vờ nhưng em yêu anh, Em vẫn hy vọng, đặc biệt là ca khúc Giả vờ nhưng em yêu anh chiếm được nhiều cảm tình của khán giả và ca khúc này lọt top, đứng đầu nhiều bảng xếp hạng âm nhạc. Sau dự án này, Miu Lê tham gia hai phim Tết là Yêu anh! Em dám không? và Nhà có 5 nàng tiên. Vào tháng 7, cô lồng tiếng cho phim Xì Trum 2 với Thành Lộc.

### 2014: Phát hành hai single, một album và liveshow đầu tiên
Đầu năm 2014, Miu Lê đã cùng nhạc sĩ Only C phát hành single Ta là cho nhau nhân dịp Valentine, sau đó cô cùng nhạc sĩ Nguyễn Văn Chung ra mắt album Quên như chưa từng yêu. Khoảng cuối năm 2014, cô tiếp tục cho ra mắt single Mình từng yêu nhau.
Tháng 11 năm 2014, Miu Lê cùng Ngô Kiến Huy tham gia liveshow Tôi tỏa sáng, đây là liveshow lớn đầu tiên của cô. Sau liveshow này, Miu Lê phát hành MV Vụt tan đi và sau MV này cô im ắng suốt một thời gian dài.

### 2015 – 2017: Bứt phá vớiEm là bà nội của anh
Năm 2015, Miu Lê lồng tiếng cho nhân vật Joy trong phim Inside Out. Sau đó cô tham gia phim Em là bà nội của anh, diễn xuất của cô và những ca khúc cô thể hiện trong phim nhận được nhiều đánh giá tích cực. Bộ phim này cũng từng là phim có doanh thu cao nhất lịch sử điện ảnh Việt Nam.
Năm 2016, Miu Lê trở lại với âm nhạc và làm việc với ekip của nhạc sĩ Only C cho ra mắt ca khúc Yêu một người có lẽ. Sau đó vào ngày 12 tháng 4, cô ra mắt MV Anh đang nơi đâu, hợp tác với công ty BPro Entertainment của ca sĩ Trịnh Thăng Bình. Trong năm này, Miu Lê cùng nghệ sĩ Chí Tài tham gia lồng tiếng phim Kỷ băng hà 5 và tham gia hai bộ phim là Bạn gái tôi là sếp và Cô gái đến từ hôm qua.
Đầu năm 2017, Miu Lê tham gia phim Nắng 2 với diễn viên Thu Trang, Hoàng Phi, Trấn Thành và Kiều Minh Tuấn.
Vào ngày 6 tháng 7, Miu Lê phát hành MV Còn gì giữa chúng ta. Sau đó vào tháng 11, Miu Lê tham gia chương trình Sao đại chiến nhưng cô đã rút lui ở tập 6.

### 2018: Trở lại showbiz vớiMuốn
Vào tối ngày 11 tháng 9 năm 2018, Miu Lê phát hành MV Muốn sau gần một năm vắng bóng. Nội dung MV xoay quanh những tai nạn mà một anh chàng xui xẻo gặp phải từ khi lọt vào mắt Miu Lê. Những chuyện khó hiểu liên tục xảy ra, từ cuộc hẹn không như ý đến bị giật điện, "tình cờ" vào một tiệm cắt tóc kỳ lạ đến việc bị rơi vào tay "bác sĩ quái dị" Miu Lê. Thông qua MV, Miu Lê muốn truyền tải thông điệp sẽ tìm mọi cách, dùng mọi phương pháp để có được điều cô muốn. Ca khúc được nhạc sĩ Hứa Kim Tuyền viết riêng cho Miu Lê. Chất nhạc Latin-pop pha Synth-pop thời thượng và thịnh hành được pha trộn khéo léo, tạo nên sự quyến rũ khá riêng cho giai điệu.

## Sản phẩm âm nhạc
| Năm  | Tên                                                     |
| ---- | ------------------------------------------------------- |
| 2025 | "Em chẳng đành" (Hẹn Yêu OST)                           |
| 2024 | "Làm như mình hay ho" (Huỳnh James, Pjnboys)            |
| 2024 | "Mơ là phải mở" (YUNO BIGBOI, DTAP)                     |
| 2023 | "Hoa Hồng Đen" (Chiếm Đoạt OST)                         |
| 2023 | "Cô đơn đã quá bình thường" (ft.Only C)                 |
| 2022 | "Chọn yêu thương, chọn hạnh phúc" (YUNO BIGBOI)         |
| 2022 | "Vì Mẹ Anh Bắt Chia Tay" (ft.Karik)                     |
| 2021 | "Thương cho ngọt cho bùi"                               |
| 2021 | "Yêu xa hoá gần" (Hoàng Dũng)                           |
| 2021 | "Toả Sáng Việt Nam" (G.DUCKY, Bùi Công Nam)             |
| 2021 | "Thầm thương trộm nhớ" (Hoàng Dũng)                     |
| 2020 | "Gác lại âu lo" (ft.Da Lab)                             |
| 2019 | "Còn thương thì không để em khóc" (Đạt G, Karik)        |
| 2019 | "Giá như cô ấy chưa xuất hiện" (Vương Anh Tú)           |
| 2018 | "Muốn"                                                  |
| 2017 | "Còn gì giữa chúng ta"                                  |
| 2017 | "Cô gái ngày hôm qua" (Cô gái đến từ hôm qua OST)       |
| 2017 | "Tình thơ" (ft. Ngọc Linh) (Cô gái đến từ hôm qua OST)  |
| 2017 | "Còn gì giữa chúng ta"                                  |
| 2017 | "Sẽ không dừng lại"                                     |
| 2016 | "Xuân không màu" (Xuân không màu OST)                   |
| 2016 | "Yêu thương tận cùng" (Cô hầu gái OST)                  |
| 2016 | "Niềm vui nhỏ xinh"                                     |
| 2016 | "Anh đang nơi đâu"                                      |
| 2016 | "Yêu một người có lẽ" (ft. Lou Hoàng)                   |
| 2016 | "Một chút thôi" (ft. Thủy Tiên)                         |
| 2016 | "Ngày chung đôi"                                        |
| 2015 | "Mình yêu từ bao giờ" (Em là bà nội của anh OST)        |
| 2015 | "Còn tuổi nào cho em" (Em là bà nội của anh OST)        |
| 2015 | "Diễm xưa" (Em là bà nội của anh OST)                   |
| 2015 | "Ô mê ly" (Em là bà nội của anh OST)                    |
| 2014 | "Vụt tan đi"                                            |
| 2014 | "Nắng mùa hạ"                                           |
| 2014 | Single "Mình từng yêu nhau"                             |
| 2014 | Album Quên như chưa từng yêu                            |
| 2014 | Single "Ta là cho nhau"                                 |
| 2013 | "So sorry" (ft. Wanbi Tuấn Anh)                         |
| 2013 | "Chạm vào hơi thở" (ft. Sơn Ngọc Minh)                  |
| 2013 | "Em không tin" (ft. Clownd Hoàng)                       |
| 2013 | "Vòng tay"                                              |
| 2013 | "Em vẫn hy vọng"                                        |
| 2013 | "Giả vờ nhưng em yêu anh"                               |
| 2013 | "Yêu anh! Em dám không?" (ft. Đan Trường và Trấn Thành) |
| 2012 | Single "Không còn nhau" (ft. Hồ Quang Hiếu)             |
| 2012 | "Hy vọng" (ft. Tonny Việt)                              |
| 2012 | Single "Ngày mới ngọt ngào"                             |
| 2012 | Single "Em yêu anh (I love you)" (Will cover)           |
| 2011 | Single "Ngày anh xa"                                    |
| 2011 | "Giấc mơ thần tiên"                                     |
| 2011 | "Price Tag"                                             |
| 2011 | "Đã từng yêu" (ft. Khổng Tú Quỳnh)                      |
| 2011 | Album Nhận ra                                           |
| 2011 | "Làn mưa ấm" (ft. Trịnh Thăng Bình)                     |
| 2010 | "Impossible"                                            |
| 2010 | "Riêng mình em"                                         |
| 2010 | "Không gian vắng"                                       |
| 2009 | Album Công chúa mắt nai                                 |

## Danh sách phim

### Phim điện ảnh
| Năm                   | Tựa phim                       | Vai diễn         | Ghi chú          |
| --------------------- | ------------------------------ | ---------------- | ---------------- |
| 2011                  | Thiên sứ 99                    | Lê               |                  |
| Tối nay, 8 giờ!       | Miu                            |                  |                  |
| 2012                  | Kỷ băng hà 4: Lục địa trôi dạt | Peaches          | Lồng tiếng Việt. |
| 2013                  | Yêu anh! Em dám không?         | Hiền             |                  |
| Nhà có 5 nàng tiên    | Tiên Vân                       |                  |                  |
| Xì Trum 2             | Xì Trum Vexy                   | Lồng tiếng Việt. |                  |
| 2015                  | Những mảnh ghép cảm xúc        | Joy              | Lồng tiếng Việt. |
| Em là bà nội của anh  | Thanh Nga / bà Đại lúc trẻ lại |                  |                  |
| 2016                  | Kỷ băng hà 5: Trời sập         | Peaches          | Lồng tiếng Việt. |
| 2017                  | Bạn gái tôi là sếp             | Oanh             |                  |
| Cô gái đến từ hôm qua | Việt An                        |                  |                  |
| Nắng 2                | Linh                           |                  |                  |
| 2019                  | Anh thầy ngôi sao              | Sâm              |                  |
| 2023                  | Chiếm đoạt                     | My               |                  |

### Phim truyền hình
| Năm              | Tựa phim                  | Vai diễn       | Ghi chú |
| ---------------- | ------------------------- | -------------- | ------- |
| 2009             | Những thiên thần áo trắng | July Miu       |         |
| 2010             | Những giấc mơ hồng        | Ánh Nhật       |         |
| 2011             | Oan gia đại chiến         | Trúc           |         |
| Gia đình dấu yêu | Miu                       |                |         |
| 2016             | You and I                 | Bà tiên Miu Lê |         |

## Chương trình truyền hình
| Năm  | Chương trình/ Cuộc thi                                  | Vai trò             | Cùng                                    | Phát sóng trên |
| ---- | ------------------------------------------------------- | ------------------- | --------------------------------------- | -------------- |
| 2011 | Alo Alo                                                 | Khách mời           | Angela Phương Trinh                     | Yeah1TV - VTC4 |
| 2012 | Vui cùng sao                                            | Khách mời           | Phạm Văn Mách                           | Yeah1TV - VTC4 |
| 2012 | Sao 24/7                                                | Khách mời           |                                         | YanTV - SCTV2  |
| 2013 | 2 !dol                                                  | Khách mời           |                                         | VTV9           |
| 2013 | Đố ai hát được (Tập 1)                                  | Người chơi          | Duy Khánh                               | VTV3           |
| 2013 | Alo Alo                                                 | Khách mời           |                                         | Yeah1TV        |
| 2013 | Trổ tài Sao                                             | Khách mời           |                                         | YanTV - SCTV2  |
| 2014 | Chuyện ngôi sao                                         | Khách mời           |                                         | VTC1           |
| 2014 | Bữa trưa vui vẻ (30/3)                                  | Khách mời           |                                         | VTV6           |
| 2014 | Ơn giời cậu đây rồi! (Mùa 1 - Tập 4)                    | Khách mời           | Tự Long, Công Lý                        | VTV3           |
| 2014 | Thử tài thách trí                                       | Người chơi          |                                         | HTV7           |
| 2014 | Tôi tỏa sáng (Số 9 - Tháng 11)                          | Ca sĩ               | Ngô Kiến Huy                            | VTV9           |
| 2014 | Bếp chiến                                               | Khách mời           | Will                                    | YanTV          |
| 2014 | Sao quân sư                                             | Khách mời           |                                         | YanTV          |
| 2014 | Người bí ẩn (Mùa 1 - Tập 11)                            | Người chơi          | Isaac                                   | HTV7           |
| 2015 | Hội quán tiếu lâm (Tập 9)                               | Khách mời           |                                         | THVL1          |
| 2015 | Bếp chiến (Tết 2015)                                    | Khách mời           |                                         | YanTV          |
| 2015 | Sao muôn màu                                            | Khách mời           |                                         | THTPCT         |
| 2015 | Bữa trưa vui vẻ (20/4)                                  | Khách mời           |                                         | VTV6           |
| 2015 | Ngạc nhiên chưa (Tập 9)                                 | Người chơi          | Trịnh Thăng Bình                        | HTV7           |
| 2015 | Chuẩn cơm mẹ nấu (Tập 20)                               | Người chơi          | Nguyễn Thị Thanh Nguyên (mẹ của Miu Lê) | VTV3           |
| 2015 | Bữa trưa vui vẻ (2/12)                                  | Khách mời           | Ngô Kiến Huy                            | VTV6           |
| 2016 | Ca sĩ giấu mặt (mùa 2) (Tập 11)                         | Giám khảo khách mời |                                         | THVL1          |
| 2016 | Người bí ẩn (Mùa 3 - Tập 2)                             | Người chơi          | Ngô Kiến Huy                            | HTV7           |
| 2016 | Ca sĩ giấu mặt (mùa 2) (Tập 14, Bán kết 1 - Tập 15)     | Ca sĩ chính         |                                         | THVL1          |
| 2017 | Giọng ải giọng ai (Mùa 2 - Tập 2)                       | Khách mời           | Trấn Thành, Thu Trang                   | HTV7           |
| 2017 | Bí mật đêm Chủ Nhật (Mùa 3 - Tập 3)                     | Khách mời           |                                         | HTV7           |
| 2017 | Sao đại chiến                                           | Thí sinh            |                                         | VTV3           |
| 2017 | Sàn đấu ca từ (Mùa 1 - Tập 2)                           | Người chơi          |                                         | HTV7           |
| 2017 | Thần tượng âm nhạc nhí: Vietnam Idol Kids 2017 (Tập 12) | Giám khảo khách mời |                                         | VTV3           |
| 2018 | Người ấy là ai (Mùa 1 - Tập 12, Tập 13)                 | Cố vấn              |                                         | HTV2           |
| 2019 | Nhanh như chớp nhí (Mùa 2 - Tập 24)                     | Đội trưởng          |                                         | HTV2           |
| 2020 | Ơn giời cậu đây rồi! (Mùa 7 - Tập 9)                    | Người chơi          | Trấn Thành                              | VTV3           |
| 2025 | Em xinh "say hi"                                        | Thí sinh            |                                         | HTV2           |

## Thành tích
| Năm  | Giải thưởng                                    | Hạng mục                                                    |
| ---- | ---------------------------------------------- | ----------------------------------------------------------- |
| 2022 | Zing Music Awards                              | Nghệ sĩ xuất sắc nhất năm                                   |
| 2022 | Zing Music Awards                              | Ca khúc xuất sắc nhất năm                                   |
| 2022 | Video và Nhà sáng tạo YouTube nổi bật năm 2022 | Top 1 video ca nhạc (MV) nổi bật nhất 2022                  |
| 2022 | Làn sóng xanh                                  | Top 10 ca khúc được yêu thích nhất - Vì mẹ anh bắt chia tay |
| 2022 | Làn sóng xanh                                  | Ca khúc của năm                                             |
| 2022 | Làn sóng xanh                                  | Bài hát hiện tượng                                          |
| 2022 | Làn sóng xanh                                  | Sự kết hợp xuất sắc                                         |
| 2022 | Làn sóng xanh                                  | Ca sĩ đột phá                                               |
| 2022 | Làn sóng xanh                                  | Nữ ca sĩ của năm                                            |
| 2016 | Giải thưởng Ngôi Sao Xanh                      | Nữ diễn viên điện ảnh xuất sắc nhất                         |
| 2015 | We Choice Awards                               | Top 5 nghệ sĩ đột phá nhất năm                              |
| 2015 | Gala Vietnam Top Hits                          | Nghệ sĩ đột phá của năm                                     |
| 2013 | Làn Sóng Xanh                                  | Được đề cử giải ca sĩ Triển vọng                            |
| 2012 | Làn Sóng Xanh                                  | Được đề cử giải ca sĩ Triển vọng                            |
| 2012 | Zing Music Awards                              | Được đề cử vào Top 10 nghệ sĩ mới xuất sắc                  |